# حواصیل ببری
حواصیل ببری (نام علمی: Tigrisoma) نام یک سرده از تیره حواصیل است.
اعضای این سرده عبارتند از:
- حواصیل ببری گردن‌برهنه، Tigrisoma mexicanum
- حواصیل ببری نواردار، Tigrisoma fasciatum
- حواصیل ببری حنایی، Tigrisoma lineatum